# إيزولو لامي (فلم)
إيزولو لامي (بالإنجليزية: Izulu lami)، هُو فيلم جنوب أفريقي صدر سنة 2009 وأخرجه مادودا نكايييانا. فاز الفيلم بجائزة أفضل فيلم بلغة أفريقية خلال حفل توزيع جوائز الأكاديمية الأفريقية للأفلام السابع سنة 2011.

## روابط فنية
- إيزولو لامي  في قاعدة بيانات الأفلام على الإنترنت (بالإنجليزية)